# 奧田萬里
奧田萬里（日语：／ Okuda Matsuri，3月4日—），日本女性動畫師、人物設計師。她之前的名字是。

## 來歷、風格
奧田萬里以《天空戰記》和《銀河英雄傳說》的人物設定而聞名。
根據《銀河英雄傳說》的製作人田原正利介紹，奧田對人物設定提出要求的決定性因素是她所畫的角色有一種陰影感。

## 參加作品

### 電視動畫
1979年
- 宇宙空母藍諾亞（日语：宇宙空母ブルーノア）（作畫）

1982年
- 忍者男子一平（日语：忍者マン一平）（原畫）

1985年
- 昭和笨蛋小說搞笑第1名！（日语：昭和アホ草紙あかぬけ一番!）（ED動畫）
- 鄰家女孩（原畫）

1986年
- 光之傳說（作畫監督）

1989年
- 天空戰記（人物原案）

1996年
- 奧運高手（作畫監督）

1998年
- 時空轉抄納斯卡（人物原案）
- 魔法陣都市（分鏡）

1999年
- 狂野歷險 Twilight Venom（日语：ワイルドアームズ トワイライトヴェノム）（原畫）

2011年
- 魔劍姬！（設定協力）

2014年
- 狐仙的戀愛入門（道具設計）

### 電影動畫
1979年
- 劇場版 銀河鐵道999（動畫）

1988年
- 銀河英雄傳說：我的征途是星辰大海（人物設定、作畫監督[2]）

1989年
- 宇宙皇子（日语：宇宙皇子）（原畫）

1993年
- 銀河英雄傳說：新戰爭的序曲（人物原案）

2004年
- NITABOH 仁太坊-津輕三味線始祖外聞（日语：NITABOH 仁太坊-津軽三味線始祖外聞）（道具設定）

### OVA
1985年
- 天使之卵（原畫）

1986年
- 加州危機 追擊的槍火（日语：カリフォルニア・クライシス 追撃の銃火）（人物設定、作畫監督）

1988年
- 銀河英雄傳說（人物設定）

1989年
- 妖魔（日语：妖魔 (漫画)）（人物設定、作畫監督）
- 天空戰記 天空界紀念（人物原案）

1990年
- 暗黑神話（日语：暗黒神話）（原畫）
- THE八犬傳（原畫）
- 羅德斯島戰記（龍的設計原案）

1991年
- 天空戰記 創世前的暗鬥（人物設定、ED插圖、作畫監督）

1994年
- 時間飛船王道復古（日语：タイムボカン王道復古）（特別動畫師）

2000年
- 真蓋特機器人對NEO蓋特機器人（原畫）

## 外部連結
- （日語）—奧田萬里官方個人畫廊。